# Dobsonia pannietensis
Dobsonia pannietensis је врста слепог миша из породице великих љиљака (Pteropodidae).

## Распрострањење
Ареал врсте је ограничен на једну државу. Папуа Нова Гвинеја је једино познато природно станиште врсте.

## Станиште
Станиште врсте су шуме. Врста је по висини распрострањена до 1.800 метара надморске висине. Врста је присутна на подручју острва Нова Гвинеја.

## Угроженост
Ова врста је на нижем степену опасности од изумирања, и сматра се скоро угроженим таксоном.